# Jindřich Stehlík
Jindřich Stehlík (* 30. června 1992, Brno, Československo) je český fotbalový útočník, momentálně působící ve Spartě Brno. 
V seniorském fotbale si prošel kluby jako Zbrojovka Brno, SK Líšeň a momentálně Sparta Brno, kde působí od sezóny 2022/2023. V sezóně 2024/2025 se mu se Spartou povedlo postoupit do Divize D. Historický postup ovlivnil 17 góly v 25 utkáních. 
Před angažmá v brněnské Spartě působil několik let ve Švýcarsku.

## Klubové statistiky
Aktuální k 26. května 2012
| Sezona | Klub                | Země  | Soutěž   | Zápasy | Góly |
| ------ | ------------------- | ----- | -------- | ------ | ---- |
| 10/11  | FC Zbrojovka Brno B | Česko | MSFL     | 4      | 0    |
| 11/12  | FC Zbrojovka Brno B | Česko | MSFL     | 26     | 3    |
|        | FC Sparta Brno      | Česko | Divize D | 4      | 1    |
|        | celkem              |       |          | 34     | 4    |